# Intentionaliteit
Het begrip intentionaliteit is een filosofische term die in de 19e eeuw door Franz Brentano werd geherintroduceerd. De term verwijst naar de mogelijkheid van de geest om representaties te vormen.
Intentionaliteit is hier uitgelegd zoals door de Amerikaanse filosoof John Searle beschreven in zijn boek Intentionality - An essay in the philosophy of mind.
Onder intentionaliteit verstaat hij onder andere het volgende:
1. Een geheel van geestelijke toestanden die zich richten op voorwerpen of toestanden in de realiteit.
2. De intentionele handelingen (waaronder ook perceptie) die gedreven worden door die intentionele toestanden.
3. Intentionaliteit kent de volgende formele eigenschappen: propositionele inhoud, voldoeningsvoorwaarde, psychische modaliteit en pasrichting.

## Intentionele toestand

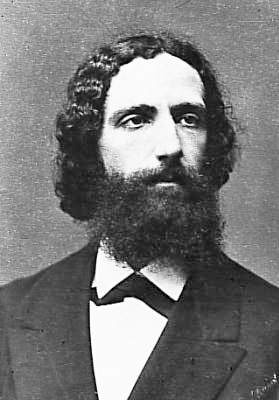
Franz Brentano

Elke atomaire geestelijke toestand die zich richt op voorwerpen of toestanden is een intentionele toestand. Er zijn vele soorten intentionele toestanden, zoals:  Ik geloof (dat het morgen gaat regenen), Ik verlang naar (het einde van de wedstrijd), ik hoop op (een spoedige vrede), ik ga (naar mijn werk), ik doe (de auto in de derde versnelling), ik weet (hoe laat het is), etc.
In voorgaande voorbeelden stelt hetgeen voor de haakjes staat de psychische modaliteit voor en dat wat tussen haakjes staat de propositionele inhoud. De propositionele inhoud beschrijft datgene waar de modaliteit zich op richt.
Men moet de talige weergave (ik verlang naar (Pi)) van intentionele toestanden niet gelijkstellen aan de verschijningsvorm in het brein van die toestanden. Het zijn twee verschillende zaken. Wel zijn beschrijvingen van intentionele toestanden intensioneel-met-een-s, immers het zijn beschrijvingen van de eigenschappen van die toestanden. Maar dat betekent vervolgens niet dat de intentionele toestanden zelf intensioneel zijn, want zij beschrijven geen eigenschappen maar bestaan slechts en wel in het brein van de agent.
Elke intentionele toestand kent een voldoeningsvoorwaarde. Bijvoorbeeld: Onder voorwaarde dat het einde van de wedstrijd bereikt is kent de intentionele toestand beschreven als ik verlang naar (het einde van de wedstrijd), zijn moment van voldoening (Er is aan voldaan).
Er zijn vier soorten intentionele toestanden die Searle causaal zelfreferentieel noemt. Die soorten zijn:
1. Perceptie.
2. Herinnering.
3. Intentie voorafgaand aan de handeling (Prior intention).
4. Intentie tijdens de handeling (Active intention).

Het is deel van de voldoeningsvoorwaarde van bijvoorbeeld mijn herinnering dat ik gisteren ben wezen picknicken dat als ik die gebeurtenis mij werkelijk herinner dan die gebeurtenis zelf mijn herinnering veroorzaakt moet hebben. Formeel uit zich dat dan als volgt: Ik herinner mij(ik ben gisteren wezen picknicken en dat ik ben wezen picknicken heeft deze herinnering veroorzaakt)
Een intentionele toestand kent een van drie pasrichtingen:
1. Wereld-naar-geest-pasrichting. Neem de intentionele toestand ik ben bezig met (kopen fiets en het kopen van de fiets houdt mijn intentie in stand). Het lukt mij alleen intentioneel de fiets te kopen als mijn pogen, mijn intentie-tijdens-de-handeling, een voldoening veroorzaakt (aan het kopen van de fiets is voldaan). In dit soort gevallen is het, zeg maar, de fout van de wereld als het niet in overeenstemming kan zijn met mijn intentie.
2. Geest-naar-wereld-pasrichting. Neem de intentionele toestand Ik geloof (dat zij niet gaat trouwen). Als mijn geloof niet blijkt te kloppen dan is er niet iets mis met de wereld maar eerder met mijn geloof. Ik kan hooguit mijn geloof aanpassen.
3. Nulpasrichting. Ik weet dat (een polis een afspraak tussen twee partijen is). Het heeft nu geen zin te zeggen dat de propositionele inhoud al of niet waar is. De geest kan zich niet aan de wereld aan passen noch de wereld aan de geest. De mogelijke constatering dat wat de agent weet niet waar is, doet aan zijn eigen weten niets af.

Ieder mens kent zijn geheel van intentionele toestanden, deze toestanden zijn aan elkaar gerelateerd in een holistisch netwerk, dat Searle kortweg het Netwerk noemt. Informatieverwerken is het omgaan met het Netwerk.
Bij een intentionele toestand moet men zich geen geheel van handelingen voorstellen, zoals bijvoorbeeld: "Het hart verkeert in een kloppende toestand" immers ik ben niet bezig te geloven (dat het morgen gaat regenen) en ik ben niet bezig te hopen op (een spoedige vrede). Ik geloof slechts en ik hoop slechts, dat is niet iets wat ik doe maar dat is iets wat er is als toestand in mijn brein.

## Intentionele handeling
Taalhandelingen die een of meer illocuties bevatten zijn intentionele handelingen. Maar het in de derde versnelling zetten van de auto als onderdeel van een geheel van handelingen die iemand naar zijn werk brengt, is ook een intentionele handeling. Niet-intentionele handelingen zijn bijvoorbeeld het kloppen van het hart, de spijsvertering, maar ook het bewustzijn (beseffen dat...) en het stromen van het water in een rivier.
Een handeling is intentioneel wanneer een intentionele toestand haar drijft. Searle noemt die Intentionele toestand de Intentie tijdens de handeling (ik doe (Pi)). Een ander soort Intentionele toestand is de handeling voorafgaande intentie (ik ga (Pi)). Searle beschrijft in verband hiermee de vraag die Ludwig Wittgenstein zichzelf stelde, nl.: Wat blijft er over wanneer ik mijn arm omhoog til en daar van af trek dat mijn arm omhoog gaat? Het antwoord op die vraag is volgens Searle de intentionele toestand die zich laat beschrijven als; ik doe (mijn arm omhoog bewegen), een intentie tijdens de handeling.
Van intentionele handelingen hoeft men zich niet bewust te zijn. Neem bijvoorbeeld de situatie waarin iemand thuis komt van zijn werk en dat hij zich ineens afvraagt: ik moet gestopt hebben voor rood, want ik kom onderweg vele stoplichten tegen. Er was er allicht een dat op rood stond, maar ik heb geen flauw idee of ik ook werkelijk gestopt ben en of ik toen gewacht heb tot het licht weer op groen sprong. Al die tijd dat de persoon onderweg was hebben zijn gedachten hem overal gebracht, behalve bij het besef dat hij op een goed moment voor het rode stoplicht stopte en vervolgens gewacht heeft totdat het licht weer op groen sprong, terwijl hij toch wel degelijk het idee heeft zich aan de verkeersregels gehouden te hebben. Met andere woorden: de persoon heeft bepaald intentioneel gehandeld maar is zich van gedachten rondom zijn intentionele toestanden (ik stop (voor het rode stoplicht), etc) die zijn handelen begeleidden, niet bewust geweest.